# Agaricochaete hericium
Agaricochaete hericium är en svampart som beskrevs av Eichelb. 1906. Agaricochaete hericium ingår i släktet Agaricochaete och familjen musslingar.   Inga underarter finns listade i Catalogue of Life.